# Notitia de servitio monasteriorum
La Notitia de servitio monasteriorum ("Avviso del servizio dei monasteri") è un elenco dei monasteri dell'Impero franco e dei servizi che possedeva la corona. Fu compilato sotto l'imperatore Ludovico il Pio nell'819, probabilmente come sommatoria della riforma reale dei monasteri attuata in seguito ai concili dell'816 e dell'817. Non è un elenco completo dei monasteri riformati: ne sono presenti solo 82 dei 104 noti per aver adottato le riforme.
Sono elencati tre servizi fondamentali che i monasteri dovevano al sovrano. La milizia era il servizio militare. Dona era un regalo annuale, una tassa o un servizio "donato" al re. Orationes era l'obbligo di pregare per la famiglia reale e lo stato del regno. Collettivamente, questi erano conosciuti con il termine servitium regis ( "servizio per il re"), da cui il servitio del titolo Notitia.  Il servizio della preghiera, sebbene specificato nella Notitia, sembra essere stato considerato un obbligo generale di tutte le istituzioni ecclesiastiche dell'impero.  L'onere di questi servizi sembra essere stato più grave nella Francia occidentale che nella Francia orientale. Solo quattro monasteri a est del Reno dovevano attuare tutti e tre i servizi: Lorsch, Schuttern, Mondsee e Tegernsee. 
Le riforme monastiche intraprese negli anni precedenti la compilazione della Notitia vennero guidate dal monaco Benedetto d'Aniane. Una delle sue principali preoccupazioni era quella di assicurarsi un reddito ad uso esclusivo dei monaci. Questo perché all'epoca i monasteri spesso concedevano terre redditizie come beneficio ecclesiastico ai laici in cambio del loro servizio, un processo noto come infeudazione. Poiché i monasteri potevano essere governati da un abate laico, cioè da un abate che non era sotto la regola (regula) del monastero, i beni e quindi le entrate potevano essere alienati senza riguardo ai bisogni dei monaci. Per evitare ciò, Benedetto designò spesso alcune terre come appartenenti esclusivamente alla prebenda (dotazione) dei monaci. Secondo la Vita sancti Benedicti Anianensis, una biografia di Benedetto scritta dal suo discepolo Ardo, l'imperatore Ludovico determinò quali monasteri del regno dovevano avere un abate regolare, al fine di prevenire gli abusi sui monaci da parte dei laici. Sebbene questa lista fosse probabilmente una compagna della Notitia, non è giunta fino a noi.

## Manoscritti
Nel 1629, Jacques Sirmond pubblicò la Notitia basata su un codice che trovò nell'abbazia di Saint-Gilles, ma non la modificò. Questo doveva attendere André Duchesne, nel 1636, che apparentemente non era a conoscenza della precedente pubblicazione di Sirmond. Questo manoscritto è andato perduto e poiché sia Sirmond che Duchesne pubblicarono solo la Notitia è impossibile accertare se il codice contenesse anche la cronaca rinvenuta in un altro manoscritto della stessa abbazia. Anche l'età di questo manoscritto è sconosciuta.
Nel 1750, Léon Ménard pubblicò un testo della Notitia basato su un manoscritto del XIII secolo di Saint-Gilles. Il manoscritto contiene una cronaca scritta dalla stessa mano della Notitia e che copre gli anni 813-1818. La breve, forse frammentaria, cronaca sembra dipendere interamente dal Chronicon Moissiacense per le sue informazioni, e l'autore si preoccupò solo di includere informazioni sulle maggiori assemblee ecclesiastiche del periodo. Un'opera correlata è il Chronicon Anianense. Entrambi sono associati al monastero di Santa Maria di Ripoll: l' Anianense vi fu ritrovato, ma prende il nome dal monastero di Benedetto ad Aniane, per il quale il cronista mostrò un vivo interesse; e il Moissiacense fu probabilmente scritto lì, sebbene sia stato scoperto all'Abbazia di Moissac. Secondo Wilhelm Pückert, la cronaca venne probabilmente composta dallo scriba che compilò il manoscritto e copiata anche nella Notitia.

## Elenco dei monasteri

### Dona et milizia
Il primo raggruppamento di monasteri è costituito da "quelli che dovevano dare un dono e una milizia" (haec sunt quae dona et militiam facere debent). I monasteri della Francia orientale e della Baviera sono elencati separatamente:
1. Saint-Benoît de Fleury (Monasterium sancti Benedicti)
2. Ferrière (Monasterium Ferrarias) ¶(anche: Ferrerias)
3. Nesle-la-Reposte (Monasterium Nigelli)
4. La Croix-Saint-Leufroy (Monasterium sanctae Crucis)
5. Corbie (Monasterium Corbeia) ¶(anche: Corbeya)
6. Notre-Dame de Soissons (Monasterium sanctae Mariae Suessionis)
7. Stavelot (Monasterium Stabulaus) ¶(anche: Stablaus)
8. forse Prüm, Moyenmoutier o una casa dedicata a Protasio a Milano (Monasterium Prub... Mediolano)
9. Moutier-Saint-Jean de Réôme (Monasterium sancti Johannis)
10. Faverney (Monasterium Fariniacum) ¶(anche: Flaviniacum, Favriniacum)
11. Saint-Claude (Monasterium sancti Eugendi)
12. Novalesa (Monasterium Novalicium)

ULTRA RHENUM (oltre il Reno)
1. Lorsch (Monasterium sancti Nazarii) ¶(anche: Nazari)
2. Schuttern (Monasterium Offunwilarii)[12]

IN BAVARIA
1. Mondsee (Monasterium Manauser) ¶(anche: Mavauster, Mananseo)
2. Tegernsee (Monasterium Tegnauser) ¶(anche: Tegerinseo)

### Dona sine milizia
Il secondo raggruppamento di monasteri è costituito da "quelli che dovevano dare una donazione senza milizia" (haec sunt quae tantum dona dare debent sine militia). Ancora una volta i monasteri della Francia Orientale e della Baviera, oltre ad Alemannia, sono elencati separatamente:
1. Saint-Mihiel (Monasterium sancti Michaelis Maresupium) ¶(anche: Marsupii, Maresci primi, Maris periculi)
2. Baume les Dames (Monasterium Balma)
3. Saint-Seine (Monasterium sancti Sequani)
4. Nantua (Monasterium Nantuadis) ¶(anche: Natradis, Natuadis)

ULTRA RHENUM (oltre il Reno)
1. Schwarzach (Monasterium Suarizaha) ¶(anche: Suarisaha)
2. Fulda (Monasterium sancti Bonifacii)
3. Hersfeld (Monasterium sancti Wigberti)

IN ALEMANNIA
1. Ellwangen (Monasterium Clehenwanc) ¶(anche: Elehenwanc)
2. Feuchtwangen (Monasterium Fruelinwanc) ¶(anche: Fruhelinwanc, Fiuhctinwanc)
3. Hasenried (Monasterium Nazaruda) ¶(anche: Nazarecda)
4. Kempten (Monasterium Campita)

IN BAVARIA
1. Weltenburg (Monasterium Altemburc)
2. Altaich (Monasterium Altahe) ¶(anche: Alcabe, Alcane)
3. Kremsmünster (Monasterium Creausa) ¶(anche: Creauza, Crenuza, Cremisa)
4. Mattsee (Monasterium Mathasco) ¶(anche: Mathaseo)
5. Benediktbeuern (Monasterium Buria)

### Orationes
Il terzo raggruppamento di monasteri è costituito da "quelli che non dovevano dare né un dono né una milizia, ma solo preghiere per la salute dell'imperatore, per i suoi figli, e per la stabilità dell'impero" (haec sunt quae nec dona, nec militiam dare debent, sed solas orationes pro salute imperatoris vel filiorum ejus et stabilitate imperii). Questa sezione dell'elenco è la più lunga e completa. Separa i monasteri della Francia orientale, Baviera, Aquitania, Settimania, Tolosa e Guascogna:
1. Moutiers-en-Puisaye (Monasterium Melaredum)
2. Saint-Maur-des-Fossés (Monasterium Fossatus)
3. Lure (Monasterium Ludra) ¶(anche: Lutra, Luda)
4. Münster (Monasterium sancti Gregorii)
5. Marmoutier (Monasterium [sancti] Mauri)
6. Ebersheim (Monasterium Eborreheim)
7. Clingen (Monasterium Clinga)
8. Savigny (Monasterium Saviniaco) ¶(anche: Saviniciaco)
9. Cruas (Monasterium Crudatis) ¶(anche: Erudatis)
10. Donzère (Monasterium Dusera)
11. forse Abbazia di Lerino (Monasterium Lorwim)

ULTRA RHENUM (oltre il Reno)
1. Stettwang (Monasterium Scewanc) ¶(anche: Schewanc)
2. Schlüchteren (Monasterium Sculturbura) ¶(anche: Scultzurburna)

IN BAVARIA
1. Haindlingberg (Monasterium Berch)
2. Metten (Monasterium Methema) ¶(anche: Mechema)
3. Schönau [13] (Monasterium Scovenawa) ¶(anche: Sconenauva, Scovenauva)
4. Mosburg (Monasterium Aloseburch) ¶(anche: Alozeburch, Moseburch)
5. Wessebrum (Monasterium Weizzenbrunninco) ¶(anche: Wizzenbrunico)

IN AQUITANIA (in Aquitania)
1. Noirmoutier-en-l'Île (Monasterium sancti Philiberti) ¶(anche: Filiberti)
2. Saint-Maixent (Monasterium sancti Maxentii)
3. Charroux (Monasterium Caroffinii) ¶(anche: Karrofini)
4. Brantôme (Monasterium Brantosmurii) ¶(anche: Brantosmum, Brantosmense)
5. Saint-Savin-sur-Gartempe (Monasterium sancti Savini)
6. Sainte-Croix de Poitiers (Monasterium sanctae Crucis puellarum)
7. Notre-Dame de Limoges (Monasterium sanctae Mariae in Lemovicas)
8. Massay (Monasterium Mastracurii)
9. Menat (Monasterium Menadinii) ¶(anche: Menadivii)
10. Manlieu (Monasterium Magnilocum)
11. Conques (Monasterium Conquas)
12. Saint-Antonin-Noble-Val (Monasterium sancti Antonii) ¶(anche: Anthonii)
13. Moissac (Monasterium musciacum)

IN SEPTIMANIA
1. Saint-Gilles (Monasterium sancti Aegidii in valle Flaviana)
2. Psalmodi (Monasterium Psalmodium)
3. Aniane (Monasterium Anianum)
4. Saint-Thibéry (Monasterium sancti Tiberii)
5. Villemagne-l'Argentière (Monasterium Villa magna)
6. Joncels ( Monasterium sancti Petri in Lunate )
7. Caunes (Monasterium Caunas)
8. Montolieu (Monasterium Castelli Malasci) ¶(anche: Castrelli Malasci)
9. Cabrières (Monasterium sanctae Mariae Capariensis) ¶(anche: Crapariensis)
10. La Grasse (Monasterium sanctae Mariae ad Orubionem)
11. Saint-Chignan (Monasterium sancti Laurentii)
12. Sainte-Eugénie (Monasterium sanctae Eugeniae...)
13. Saint-Hilaire (Monasterium sancti Hilarii)
14. Arles-du-Vallespir (Monasterium Valle asperii)

IN TOLOSANO (nel Tolosano)
1. Saint-Papoul (Monasterium sancti Papuli)
2. Sorèze (Monasterium Suricinium) ¶(anche: Surizinum, Soricinum)
3. Le Mas-d'Azil (Monasterium Asilo) ¶(anche: Mansi Asilii, Mansi Asilis)
4. Venerque (Monasterium Venercha)

IN WASCONIA (in Guascogna)
1. Serres (Monasterium Cella-fraxilii)
2. Notre-Dame de Simorre (Monasterium Cimorra)
3. Saint-Michel de Pessan (Monasterium Piciano) ¶(anche: Pisciano, Visciano)
4. Saint-Sixte de Fagito (Monasterium Altum fagitum) ¶(anche: Fragitum)
5. Saint-Savin (Monasterium sancti Savini)

Il segno ¶ indica varianti nei nomi nei diversi manoscritti.